# Stratford-upon-Avon
Stratford-upon-Avon este un oraș în comitatul Warwickshire, regiunea West Midlands, Anglia. Este centrul administrativ al districtului Stratford-on-Avon. Stratford este cunoscut la nivel mondial ca fiind locul nașterii lui William Shakespeare. 
Stratford este situat în vecinătatea celui de al doilea oraș ca mărime din Regatul Unit, Birmingham fiind ușor accesibil prin intersecția 15 a autostrăzii M40. Are legături feroviare bune din Birmingham (Snow Hill) și curse spre Londra.
Stratford are origini anglo-saxone și s-a dezvoltat ca un târg în perioada medievală. Datorită asocierii cu numele lui Shakespeare, Stratford este un vestit punct turistic, fiind vizitat de peste două milioane de turiști anual. În afara turismului, orașul are ca activități industriale producerea aluminiului și construcția bărcilor.
În ultimii ani, afluxul de turiști a provocat tensiuni cu localnicii din Stratford, care s-au plâns autobuzele cu turiști blochează drumurile din oraș.

## Puncte de atracție turistică
Orașul este situat pe râul Avon, pe malurile căruia se găsește Teatrul Regal Shakespeare sediul Companiei Regale Shakespeare. Alte atracții ale orașului sunt locul nașterii lui Shakespeare și două clădiri ale perioadei, Hall's Croft (una din locuințele fiicei lui Shakespeare, Susannah) și New Place, clădire ridicată pe locul unei case deținute de dramaturg. De asemenea, în oraș se mai află biserica Sfânta Treime (Holy Trinity Church), unde a fost botezat Shakespeare și unde este înmormântat.
În imediata vecinătate a orașului se găsesc două alte proprietăți legate de Shakespeare: casa Annei Hathaway, prima locuință a soției lui Shakespeare, și casa, locuința inițială a mamei sale. Cea din urmă fiind re-identificată de curând ca fiind într-o altă casă decât s-a crezut inițial a avea legături cu familia.
Punctele de atracție fără legătură cu Shakespearean includ Muzeul Teddy Bear, o fermă de fluturi și Lebăda Neagră (numită de localnici Rața Murdară), un local frecventat de tineri actori.
Un alt dramaturg celebru, J.B. Priestley, a murit la Stratford.
Orașele Stratford, Australia și Stratford, Ontario sunt situate pe râuri denumite Avon.

## Personalități născute aici
- William Shakespeare (1564 - 1616), scriitor, considerat cel mai valoros din literatura engleză;
- Guy Dugdale (1905 - 1982), sportiv la bob;
- Adrian Newey (n. 1958), inginer de Formula 1.